# Jana Henke
Jana Henke (n. 1 octombrie 1973, Löbau, Saxonia, Germania) este o înotătoare germană, medaliată olimpică. A participat la 3 ediții ale Jocurilor Olimpice (1992, 2000, 2004) în care a câștigat o medalie de bronz.